# Biblioteca pública de Tàrrega - Germanes Güell
La Biblioteca Comarcal de Tàrrega va obrir les portes el 26 de novembre de 1994. Ubicada al nucli antic de Tàrrega, va prendre el relleu dels dos serveis de lectura pública promoguts els anys 80 per entitats d'estalvi. De titularitat municipal, forma part del Sistema de Lectura Pública de Catalunya. L'accés és lliure i ofereix un ampli servei de consulta i préstec, de manera que es converteix en un instrument d'informació, cultural i de lleure a l'abast de tothom.

## Història
La Biblioteca és hereva de dos biblioteques: la Biblioteca de la Caixa de Pensions (oberta el 1934) i la Biblioteca de la Caixa de Catalunya, que van cedir el seu fons i van aportar capital per crear aquesta nova biblioteca. El 26 de novembre de 1994, el conseller de Cultura Joan Guitart va inaugurar el nou equipament cultural, amb la presencia de l'alcalde, Frederic Gené, i el president del Consell Comarcal de l'Urgell, Jaume Aligué. L'adequació de la biblioteca va tenir un cost de 190 milions de pessetes, repartits en 12 anys, i va iniciar l'activitat amb un fons de 12.000 documents.

## Edifici
L'equipament disposa de 1.200 m2 per a consulta i lectura de documents. La planta baixa és destinada a recepció, servei de préstec, lectura infantil i sala d'actes. A la primera planta l'usuari disposa de la sala principal de consulta. Els documents audiovisuals, premsa, novel·les (per a adults i joves) i còmics es concentren a la segona planta, usada també per exposicions.